# Kościół San Girolamo della Carità
Kościół św. Hieronima della Carità (wł. Chiesa di San Girolamo della Carità a via Giulia) – rzymskokatolicki kościół tytularny w Rzymie.
Świątynia ta jest kościołem rektoralnym parafii San Lorenzo in Damaso oraz kościołem tytularnym. Obecnie należy do Papieskiego Uniwersytetu św. Krzyża, którego biblioteka mieści się w przyległym budynku, i jest administrowana przez księży prałatury personalnej Opus Dei.
Określenie della Carità wiąże się z Arcybractwem Miłosierdzia (wł. Arciconfraternita della Carità), które działało tu od XVI wieku. 

## Lokalizacja
Kościół znajduje się w VII Rione Rzymu – Regola przy Via Monserrato 62/A, obok Palazzo Farnese.

## Patron
Patronem świątyni jest św. Hieronim – żyjący na przełomie IV i V wieku, pochodzący ze Strydonu (na granicy Panonii i Dalmacji) tłumacz Biblii, uznawany za jednego z czterech wielkich Doktorów Kościoła zachodniego. Jego przekład Pisma Świętego na łacinę znany jest jako Wulgata.

## Historia
Kościół powstał w średniowieczu. Według legendy został zbudowany w miejscu domu św. Pauli, w którym zamieszkał w końcu IV w. św. Hieronim.
Pierwsze dowody na miejsce kultu w tym miejscu pochodzą z 1419 roku, kiedy to papież Marcin V zezwolił franciszkanom obserwantom na zbudowanie hospicjum z kaplicą. Nie wiadomo, jaka kaplica powstała, ale w 1508 roku została ona zastąpiona nowym kościołem. W 1536 roku franciszkanie przejęli opiekę nad bazyliką św. Bartłomieja na Wyspie Tyberyjskiej, obok której wybudowali nowy klasztor, do którego się przenieśli, natomiast kompleks z kościołem św. Hieronima przejęło Arcybractwo Miłosierdzia (Arciconfraternita della Carità), które działało w tym miejscu już od 1524 roku. Po wyprowadzce franciszkanów, bractwo udostępniło pomieszczenia dawnego klasztoru na mieszkania dla księży nie będących zakonnikami. Jednym z nich był św. Filip Neri, który mieszkał tu w latach 1551–1583 i z miejscem tym wiąże się wiele jego cudów. Tu też założył pierwsze oratorium, które stało się nowatorskim ośrodkiem kultury religijnej.
W 1587 roku Andrea Tozzi wykonał zdobiony drewniany sufit, który w 1597 roku został pomalowany i pozłocony przez Simone Raggi i Giovanni Paolo Gentili. Klasztor został zniszczony przez pożar w 1631 roku, uszkodzona została wtedy również apsyda i transept kościoła. Postanowiono wówczas przebudować świątynię. Prace rozpoczęły się w 1654 roku, autorem projektu był Domenico Castelli. Carlo Rainaldi był odpowiedzialny za ołtarz główny oraz nadzorował ukończenie fasady. Natomiast Virgilio Spada przy współpracy z Paolo Maruscelli urządził kaplicę Spada. Filippo Juvara wyposażył kaplicę Antamori w 1708 roku oraz nową zakrystię. Papież Paweł VI związał z kościołem tytuł kardynała-diakona. 
Od 1985 roku kościół należy do Papieskiego Uniwersytetu św. Krzyża.
Świątynia jest od dawna ośrodkiem kultury muzycznej. W przeszłości działał tu m.in. Tomás Luis de Victoria. Obecnie koncerty organizuje Akademia św. Hieronima (wł. L'Accademia di San Girolamo).

## Architektura i sztuka

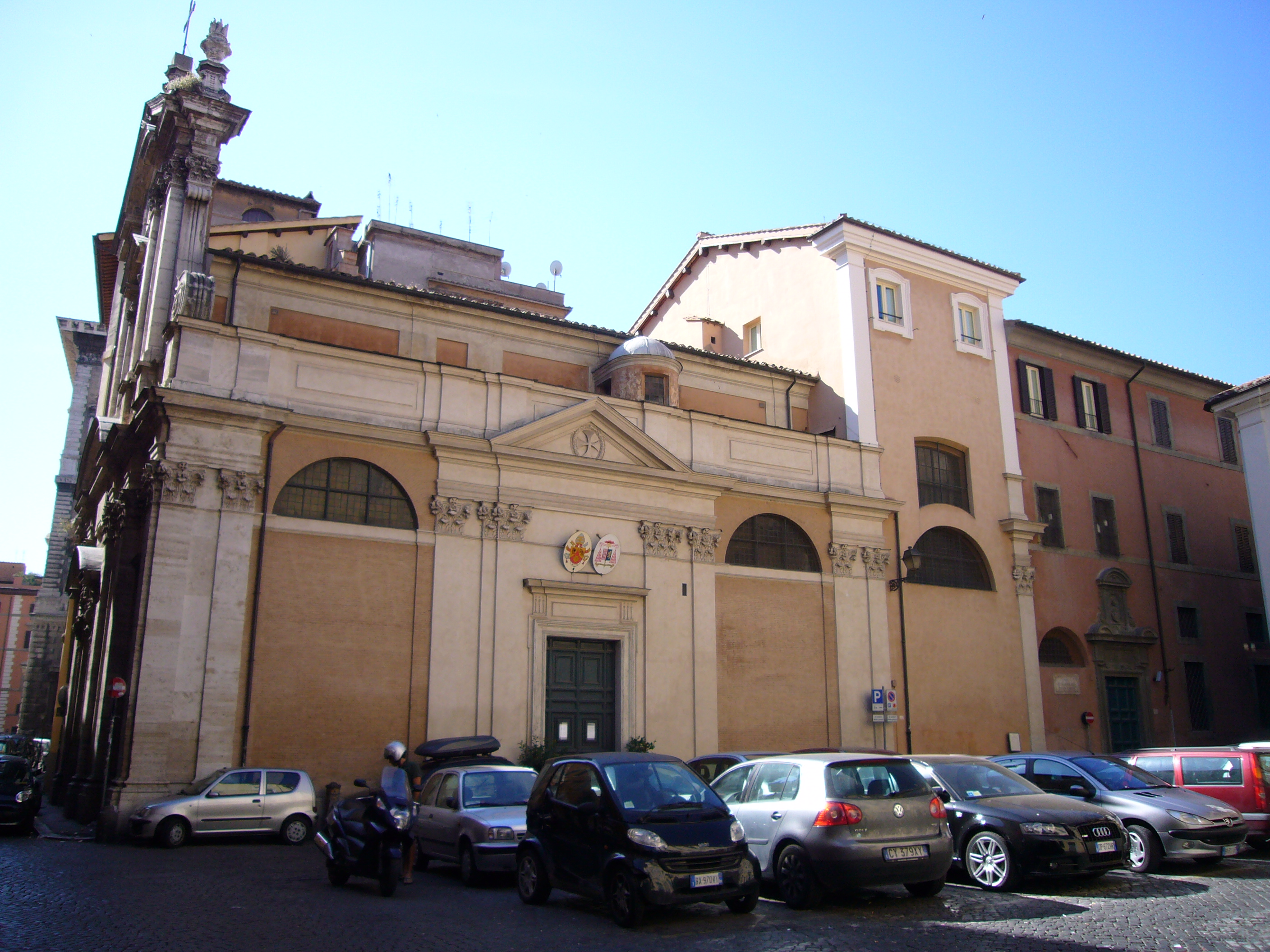
Ściana boczna kościoła z widocznym wejściem bocznym

Świątynia jest bezwieżową, jednonawową budowlą z transeptem. Fasadę zaprojektowali Carlo Rainaldi i Girolamo Rainaldi (1657 lub 1660).
Fasada z trawertynu ma dwie kondygnacje. Górna jest wyższa od nawy położonej za nią. Wejście flankują dwie pary pilastrów korynckich, również na rogach pierwszej kondygnacji umieszczono pilastry. Nad drzwiami znajduje się zdobiony fronton. W środkowej części górnej kondygnacji umieszczono duże okno z parą kompozytowych półkolumn podtrzymujących trójkątny fronton. Na tej kondygnacji znajdują się również dwie pary pilastrów kompozytowych, podtrzymujących belkowanie i górny fronton, po bokach umieszczono duże spływy wolutowe. W ścianie bocznej kościoła znajduje się dodatkowe wejście.
Wnętrze jest jednonawowe, przykryte drewnianym rzeźbionym sufitem, który ocalał z pożaru w 1631 roku. Centralny panel sufitu zawiera rzeźbę Ecce homo (symbol Arcybractwa Miłosierdzia), w dwóch dużych panelach bocznych umieszczono herb kardynała Giulio Antonio Santori, a pozostałe kasetony zawierają narzędzia Męki Pańskiej. W związku z XVII-wieczną przebudową kościoła, sufit został wydłużony do transeptu. W dodanych fragmentach umieszczono gołębicę symbolizującą Ducha Świętego oraz św. Hieronima i Filipa Neri z herbem rodziny Renzi.
W małej prostokątnej apsydzie o sklepieniu kolebkowym znajduje się ołtarz główny. Został on zaprojektowany przez Carlo Rainaldi. Znajduje się w nim, wykonana w 1797, kopia obrazu namalowanego przez Domenichino Ostatnia komunia św. Hieronima. Oryginał został zrabowany przez Francuzów, a po jego odzyskaniu nie trafił na swoje pierwotne miejsce, lecz został umieszczony w Pinakotece Watykańskiej.

### Kaplice boczne
Kaplica Spada
Pierwsza kaplica po prawej jest dedykowana Santa Maria Liberatrice. Kaplica została po raz pierwszy odnotowana w 1595 roku. Po pożarze odnowiono ją według projektu Virgilio Spada. Prace trwały do 1658 roku. Polichromowane marmurowe dzieło wykonał zespół złożony z Giovanniego Battisty Scala, Giovanniego Somazzi i Giovanniego Marii della Monaca. W ołtarzu umieszczono wizerunek Matki Bożej z Dzieciątkiem w rzeźbionym wieńcu z marmuru. Obok znajdują się płaskorzeźby przedstawiające św. Franciszka i Bonawenturę. Ściany kaplicy ozdobiono ornamentami w technice pietra dura z białego marmuru i czerwonego jaspisu.
Kaplica Speziali
Druga kaplica po prawej stronie poświęcona jest Ukrzyżowaniu. Znajduje się w niej duży malowany drewniany krucyfiks z XV wieku, który zgodnie z legendą, miał przemówić do św. Filipa Neri, w czasie gdy ten odprawiał mszę. Na prawej ścianie znajduje się fresk z XVII wieku.
Kaplica Mariscotti
Kaplica po prawej stronie prezbiterium dedykowana jest św. Janowi Chrzcicielowi. Była ona sponsorowana przez rodzinę Mariscotti w końcu XVI wieku. Wszystkie freski w kaplicy są dziełem Durante Alberti i ocalały z pożaru w XVII wieku. Ołtarz przedstawia Madonnę z Dzieciątkiem ze świętymi Janem Chrzcicielem i Janem Ewangelistą. Centralnie na sklepieniu umieszczono Wniebowstąpienie, fresk ten otaczają cztery tonda przedstawiające Ewangelistów.
Kaplica Sanpieri
Pierwsza kaplica po lewej stronie jest poświęcona świętym Piotrowi i Pawłowi. Powstała na zlecenie Giovanniego Sanpieri pod koniec XVI wieku. Obraz w ołtarzu przedstawia Jezusa przekazującego klucze św. Piotrowi i jest dziełem Giovanniego Francesco Romanelli. Autorem XVIII-wiecznych fresków na bocznych ścianach jest Giacomo Mengozzi.
Kaplica Magalotti
Druga kaplica po lewej stronie poświęcona jest św. Karolowi Boromeuszowi. Trafiła ona pod opiekę rodziny Magalotti w 1612 roku. Giulio Magalotti sponsorował remont ukończony w 1634 roku, ale nazwisko architekta nie jest znane. Aedicula ołtarza to prosty, klasyczny projekt dwóch kolumn korynckich podtrzymujących trójkątny fronton. Obraz w ołtarzu przedstawia Madonnę z Dzieciątkiem i św. Karolem Boromeuszem oraz Filipem Neri. Ściana wokół ołtarza jest całkowicie pokryta freskiem przedstawiającym alegoryczne postacie Wiary i Miłosierdzia autorstwa Girolamo Mengozzi.
Kaplica Antamoro
Kaplica po lewej stronie prezbiterium jest dedykowana św. Filipowi Neri. Została ona pierwotnie zaprojektowana przez Geronimo Caccia. W 1710 roku odremontował ją Filippo Juvara. Na ołtarzu umieszczono duży marmurowy posąg patrona kaplicy autorstwa Pierre'a Legrosa, za którym znajduje się owalne okno.

## Kardynałowie diakoni
Kościół św. Hieronima della Carità jest jednym z kościołów tytularnych nadawanych kardynałom-diakonom (Titulus Sancti Hieronymi a Caritate in via Iulia). Tytuł ten został ustanowiony 5 lutego 1965 roku przez Pawła VI.
- Giulio Bevilacqua (1965)
- Antonio Riberi (1967)
- Paolo Bertoli (1969–1973)
- Pietro Palazzini (1974–2000)
- Jorge María Mejía (2001–2014)
- Miguel Ángel Ayuso Guixot (2019–2024)